# Cades Point
Cades Point är en udde i Saint Kitts och Nevis. Den ligger i parishen Saint Thomas Lowland, i den sydöstra delen av landet, 16 km sydost om huvudstaden Basseterre. Cades Point ligger på ön Nevis.